# Frederico Lopes
Frederico Augusto Lopes da Silva Júnior (Praia da Vitória, 31 de maio de 1896 — Angra do Heroísmo, 6 de fevereiro de 1979), conhecido pelo pseudónimo de João Ilhéu, foi um oficial do Exército Português que se distinguiu como etnólogo no estudo do folclore e das tradições da ilha Terceira.

## Biografia
Nasceu na Praia da Vitória, filho do seu homónimo Frederico Augusto Lopes da Silva, um farmacêutico que se distinguiu como jornalista e político. De seu nome completo Frederico Augusto Lopes da Silva Jr. usou o pseudónimo de João Ilhéu, com o qual publicou a maior parte da sua obra, principalmente a literária, mas também usou Frederico Lopes e mais raramente Frederico Lopes da Silva.
Estudou nos liceus de Angra do Heroísmo e Ponta Delgada, terminando o curso liceal em 1915. Matriculou-se de seguida no Instituto Superior de Agronomia, mas foi mobilizado para o Exército no contexto da Primeira Guerra Mundial pelo que, terminado o período de mobilização, optou por seguir a carreira militar matriculando-se na Escola de Guerra, onde concluiu o curso de Infantaria. Foi sucessivamente promovido a alferes, em 1918; a tenente, em 1922; a capitão, em 1938; a major, em 1946; a tenente-coronel, em 1952. Passou à reserva em 1954 e à reforma em 1966. Passou a maior parte da sua carreira militar em Angra do Heroísmo, tendo sido comandante do Batalhão Independente de Infantaria n.º 17, aquartelado no Castelo de São João Baptista de Angra. Já na reserva serviu como presidente do conselho administrativo da Base Aérea n.º 4, nas Lajes.
Também teve intervenção política e cívica, ligada ao Estado Novo, tendo sido nomeado presidente da Câmara Municipal de Angra do Heroísmo, em 1933. Foi, para além de vários outros cargos de índole social, provedor da Santa Casa da Misericórdia da Praia da Vitória em 1941, provedor da Santa Casa da Misericórdia de Angra do Heroísmo em 1949 e presidente da direção do Montepio Terceirense em 1960.
No campo cultural distinguiu-se especialmente pela sua obra etnográfica, hoje fundamental para entender a sociedade açoriana da primeira metade do século XX. A sua obra Notas Etnográficas é uma referência no estudo da etnografia e do folclore dos Açores. Nos restantes campos de produção cultural em que manteve atividade, nomeadamente como poeta, contista, autor teatral e jornalista, manteve sempre uma ligação estreita a etnografia, produzindo uma obra de índole regionalista e etnográfica, na qual está subjacente uma ideia base da identidade açoriana e da força criadora da cultura popular.
A sua obra, especialmente a opereta, obteve grande êxito do público, mantendo um alargado número de leitores fiéis. As suas obras para teatro musicado, no género opereta, produzidas em colaboração com músicos da sua geração, tiveram grande sucesso nos teatros. Entre estas merece destaque a opereta Água Corrente, com música de Henrique Viana da Silva, que foi sucessivamente representada entre 1928 e 1962, nas ilhas Terceira, São Miguel e Faial.
Dentro da linha da propaganda nacionalista do Estado Novo, também se dedicou a divulgar temas de história açoriana, sob um prisma da história biográfica de enaltecimento dos heróis insulares no seu contributo para o engrandecimento da pátria. Neste contexto destacou-se pela sua faceta de animador cultural, através de palestras e montagem de espetáculos. Foi pioneiro nos Açores no uso da rádio como instrumento de comunicação cultural.
No jornalismo, fundou e dirigiu o Jornal de Angra, em 1933, com um programa renovador na imprensa local, destacando-se pela sua qualidade técnica e artística. Foi colaborador assíduo de A União, com rubricas de crítica social e política, e teve colaboração em múltiplos outros periódicos.
Foi agraciado com os seguintes graus das Ordens Honoríficas portuguesas: cavaleiro da Ordem Militar de Avis (18 de janeiro de 1929), cavaleiro da Ordem Militar de Cristo (26 de outubro de 1933) e comendador da Ordem Militar de Avis (8 de maio de 1953).
Foi um dos sócios fundadores do Instituto Histórico da Ilha Terceira, instituição onde desenvolveu um aturado e continuado trabalho de investigação e teorização sobre etnografia, sendo discípulo e colaborador de Luís da Silva Ribeiro. Foi sócio da Sociedade de Geografia de Lisboa, do Instituto Cultural de Ponta Delgada e do Instituto Açoriano de Cultura.

## Obra
Para além de múltiplos artigos dispersos por periódicos, é autor das seguintes obras:
- (1927), Tipos da minha terra. Angra do Heroísmo. Tip. Insulana.
- (1928), Touradas e romarias. Angra do Heroísmo, Tip. Ed. Açoreana.
- (1931), Rústicas. Angra do Heroísmo, Tip. Angrense.
- (1933), Gente do Monte. Cenas da vida regional terceirense. Angra do Heroísmo, Tip. Angrense.
- (1934), À boquinha da noite (crónicas diárias no Jornal de Angra). Angra do Heroísmo, Tip. Angrense.
- (1938), Discretear (palestras e discursos). Angra do Heroísmo, Livraria Ed. Andrade.
- (1944), Sol das romarias. Angra do Heroísmo, União Gráfica Angrense.
- (1951), Alma Perdida. Angra do Heroísmo, Tip. Moderna.
- (1956), Gente do monte. II série, Angra do Heroísmo, Tip. Angrense.
- (1970), Do povo e de mim. Angra do Heroísmo, Instituto Açoriano de Cultura.
- (1971), Da Praça às Covas. Memórias de uma velha rua. Angra do Heroísmo. Tip. Andrade.
- (1980), Notas de Etnografia : Algumas achegas para o conhecimento da história, da linguagem, dos costumes, da vida e do folclore do povo da Ilha Terceira dos Açores. Angra do Heroísmo, Instituto Histórico da Ilha Terceira.